# Carelia Răsăriteană

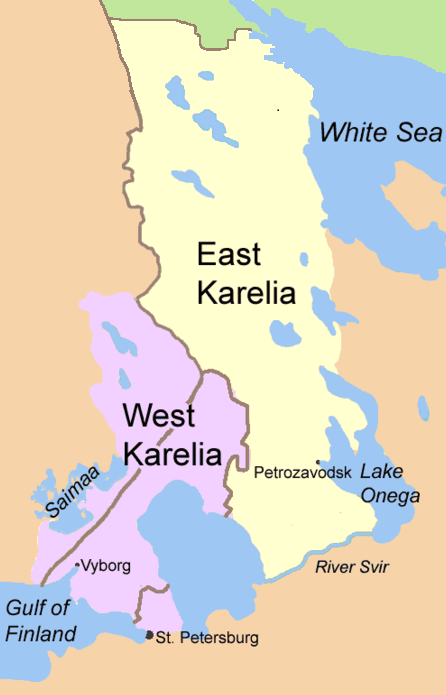
Carelia Răsăriteană și Carelia Apuseană, cu frontierele din 1939 și 1940/1947. Cele două Carelii au fost cunoscute și cu numele de Carelia Rusă și Carelia Finlandeză.

Carelia Răsăriteană, (în finlandeză Itä-Karjala), cunoscută și cu numele de Carelia Rusă, este numele sub care este cunoscută acea parte a Careliei care a rămas sub controlul Imperiul Rus după Tratatul de la Stolbova din 1617. Această regiune a rămas seperată de partea vestică a regiunii, care a fost cunoscută cu numele de Carelia Finlandeză (sau din punct de istoric Carelia Suedeză, mai înainte de 1808). Cea mai mare parte a Careliei Răsăritene este acum parte a Republicii Carelia, parte a Federației Ruse. 
Activiștii naționaliști ai mișcării Fennoman considerau Carelia Răsăriteană ca leagăn antic al culturii finlandeze, „necontaminat” de scandinavi sau slavi. În regiunile împădurite din Carelia Răsăriteană, în special în Carelia Vienană, Elias Lönnrot a coletat poveștile populare care avea să devină epopeea națională finlandeză – Kalevala.
Ideea anexării Careliei Răsăritene la Finlanda pentru a forma Finlanda Mare a fost sprijinită de numeroși politicieni din Finlanda după proclamarea independenței țării. Realizarea acestui deziderat a părea posibilă în timpul războiului de continuare, în principal datorită sprijinului acordat de Germania Nazistă. Cea mai mare parte a Careliei Răsăritene a fost ocupată de Finlanda în perioada 1941–1944. În timpul războiului, populația locală rusă a suportat numeroase greutăți, inclusiv munca forțată și internarea în lagărele de prizonieri ca străini inamici. După încheierea războiului, cererile publice de anexare a Careliei Răsăritene la Finlanda au dispărut cu desăvârșire. 
După ce Carelia a fost împărțită în 1918 între Finlanda și Rusia, popoarele finice care formau  majoritatea populației Careliei Răsăritene au primit promisiuni cu privire la obținerea unor largi drepturi culturale. Cu toate acestea, drepturile culturale promise nu au fost nicidată acordate în totalitate, iar în timpul în care în fruntea statului sovietic s-a aflat Iosif Vissarionovici Stalin, etnicii finlandezi au fost puternic persecutați, în regiune fiind declanșată acțiunea intensifă de rusificare. După căderea comunismului, are loc în regiune o amplă mișcare de renaștere a culturii finlandeze.